# Chaumont-sur-Loire
Chaumont-sur-Loire is een gemeente in het Franse departement Loir-et-Cher in de regio Centre-Val de Loire en maakt deel uit van het arrondissement Blois. De gemeente telde 1.091 inwoners op 1 januari 2022.

## Geschiedenis
Chaumont-sur-Loire werd op 22 maart 2015 overgeheveld van het kanton Montrichard naar het kanton Blois-3.

## Geografie
De oppervlakte van Chaumont-sur-Loire bedraagt 26,84 vierkante kilometer; Op 1 januari 2022 was de bevolkingsdichtheid 40,6 inwoners per km².
De onderstaande kaart toont de ligging van Chaumont-sur-Loire met de belangrijkste infrastructuur en aangrenzende gemeenten.

## Demografie
Onderstaande figuur toont het verloop van het inwonertal.

## Bezienswaardigheden
De stad is vooral bekend vanwege zijn kasteel.

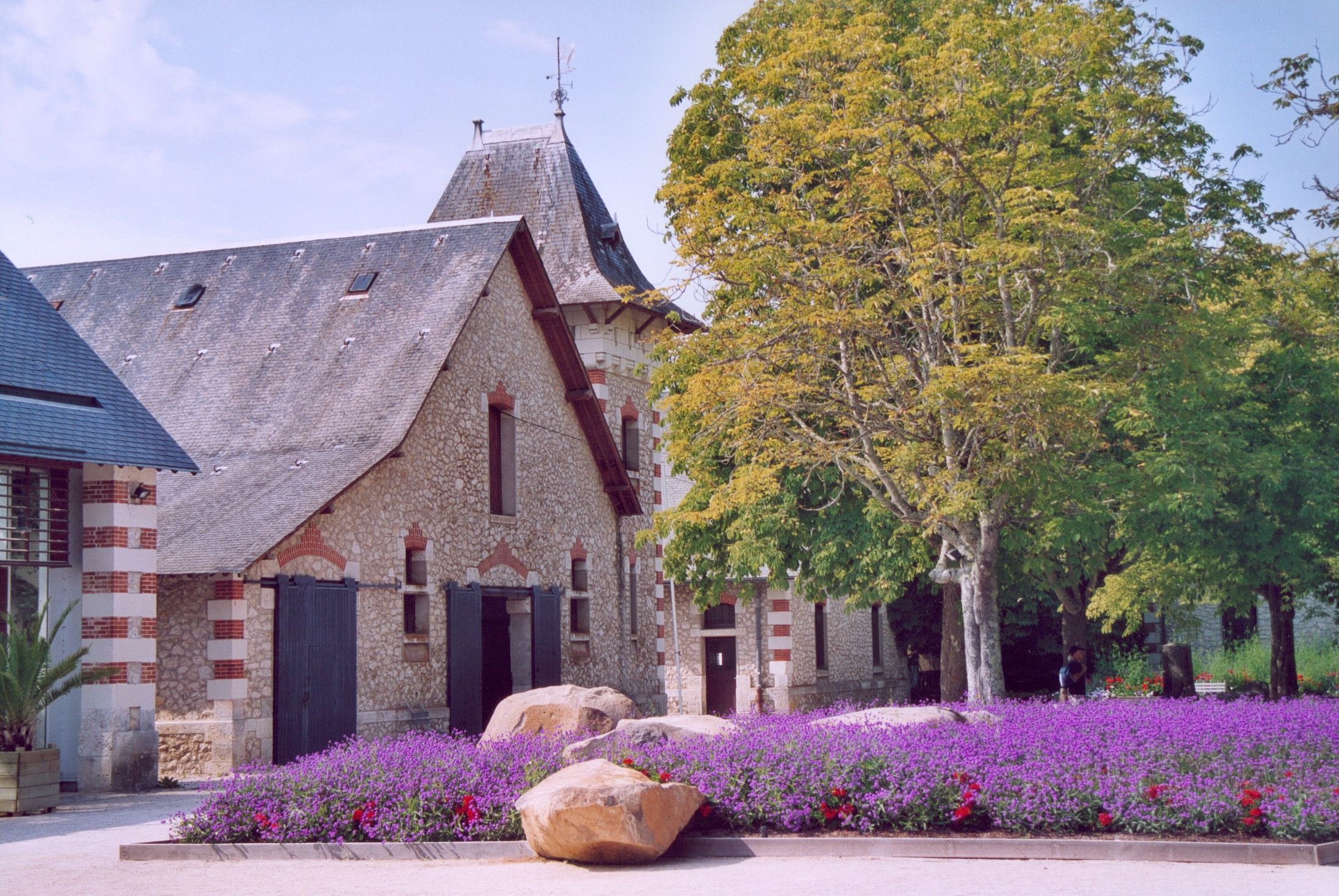
Tuin

Blois (deels) · Candé-sur-Beuvron · Chailles · Chaumont-sur-Loire · Le Controis-en-Sologne (deel: Feings, Fougères-sur-Bièvre en Ouchamps) · Monthou-sur-Bièvre · Les Montils · Rilly-sur-Loire · Sambin · Seur · Valaire